# Maria Stokowska-Misiurkiewicz
Maria Stokowska-Misiurkiewicz (ur. 21 listopada 1945 w Brzeźnicy n. Wartą, zm. 3 grudnia 2018 w Katowicach) – polska aktorka.

## Życiorys
Absolwentka Wydziału Aktorskiego Państwowej Wyższej Szkoły Teatralnej w Krakowie (1968). W tym samym roku zadebiutowała na deskach Teatru Śląskiego im. Stanisława Wyspiańskiego w Katowicach, wcielając się w rolę Violi w komedii „Wieczór Trzech Króli” Williama Szekspira (reż. Bronisław Dąbrowski). Przez całą karierę zawodową była związana z tą instytucją kultury, zagrała w nim w niemal 100 przedstawieniach. Ostatnim z nich, mającym miejsce w 2016, był „Wujek.81. Czarna ballada”, napisany i wyreżyserowany przez Roberta Talarczyka. Gościnnie występowała również w katowickim Teatrze Bez Sceny. W latach 1969–2003 zagrała w kilkunastu spektaklach Teatru Telewizji. Podczas stanu wojennego była jedną z współzałożycieli Podziemnego Teatru Poezji Stanu Wojennego. Brała udział w teatralnych słuchowiskach radiowych  Teatru Polskiego Radia. Prowadziła wykłady w Studium Aktorskim przy Teatrze Śląskim.
Małżonka Krzysztofa Misiurkiewicza (zm. 2010).
Zmarła w Katowicach 3 grudnia 2018 roku. Została pochowana na cmentarzu przy ul. Francuskiej w Katowicach.

## Nagrody i odznaczenia
W uznaniu swych zasługi została odznaczona Krzyżem Kawalerskim Ordery Odrodzenia Polski (2007), Srebrnym i Złotym Krzyżem Zasługi (1999) oraz Srebrnym Medalem „Zasłużony Kulturze Gloria Artis” (2010). Była laureatką nagród teatralnych: Srebrnej Maski (1971, 1977, 1978) oraz Złotej Maski (1991, 1993) odpowiednio za rolę Anny, żony Horodniczego, w komedii „Rewizor” Nikołaja Gogola w reż. B. Toszyza oraz za rolę Kolombiny w spektaklu „Kram Karoliny” Michela de Ghelderode w reż. Ewy Markowskiej.

## Filmografia
| Filmy fabularne i etiudy |                                                         |                     |                                                          |
| Rok                      | Tytuł                                                   | Reżyser             | Rola                                                     |
| 1976                     | Próba ognia                                             | Marek Wortman       | Obsada aktorska                                          |
| 1985                     | Wakacje z Madonną                                       | Jerzy Kołodziejczyk | Jadwiga Kostrzewska                                      |
| 1989                     | The triumph of spirit (Tryumf ducha)                    | Robert Milton Young | Greczynka                                                |
| 1990                     | Tramwajada                                              | Bolesław Pawica     | Obsada aktorska                                          |
| 2009                     | Drzazgi                                                 | Maciej Pieprzyca    | Obsada aktorska                                          |
| 2010                     | Bronisław Huberman czyli zjednoczenie Europy i skrzypce | Piotr Szalsza       | Ida Ibbeken                                              |
| Seriale telewizyjne      |                                                         |                     |                                                          |
| 1984                     | 6 milionów sekund                                       | Leszek Staroń       | Kowalska (odcinki: 3 «Ja w sprawie szczebli», 7 «Viola») |
| 2008                     | Pitbull                                                 | Grzegorz Zgliński   | Obsada aktorska (odcinek 31)                             |